# Ioan Moța
Ioan Moța (n. 15 decembrie 1868, Certeju de Sus, România – d. 20 noiembrie 1940, București, România) a fost un preot ortodox și publicist român. Este tatăl legionarului Ion I. Moța, unul dintre fondatorii Mișcării Legionare din România interbelică. Este ctitorul Bisericii „Sfinții Arhangheli Mihail și Gavril” din Orăștie.

## Biografie
Părintele Ioan Moța s-a născut în data de 15 decembrie 1868 în satul Certeju de Sus, comitatul Huneodara, Austro-Ungaria (astăzi în județul Hunedoara, România), în familia preotului Ioan Moța, care timp de 47 de ani și-a păstorit consătenii la credința ortodoxă.
După absolvirea gimnaziului la Deva și Beiuș, a urmat studii teologice la Sibiu (1887-1888 și 1892-1894). În primii doi ani îl are coleg pe Ilie Miron Cristea, viitor Patriarh al României Mari. 
A fost numit preot-paroh în Orăștie, unde a funcționat în perioada 1899-1940, și protopop la Orăștie (1932-1940).
A decedat în data de 20 noiembrie 1940, la București, și este înmormântat la Orăștie.

## Activitatea de jurnalist
- "Foaia Poporului", Sibiu (1893-1895);
- "Revista Orăștiei" (1895-1898);
- "Telegraful Român" (1898-1899);
- "Bunul Econom", Orăștie (1899-1901);
- "Libertatea", Orăștie (1902-1915, 1919-1933);
- "Libertatea", Cleveland, Ohio (1917);
- "Foaia Interesantă", Cleveland, Ohio (1917).

## Broșuri
- Baba iadului. Poveste în versuri, Sibiu, 1887, 22 pag.
- Croitorul și cei trei feciori. Poveste (în versuri) după Ferdinand Schmidt, Sibiu, 1887, 46 pag.
- Zâna mărgărelelor. Poveste în versuri, după Ferdinand Schmidt, Sibiu, 1887, 35 pag.
- Doi copii. Poveste, Sibiu, 1887, 46 p. (toate în „Biblioteca poporală” a „Tribunei”).